# Faiana Ofati
Faiana Ofati (2 februari 1991) is een Tuvaluaans voetballer die uitkomt voor Nauti FC. Faiana is de derde doelman van het Tuvaluaans voetbalelftal. Zelf speelde hij nog geen wedstrijd voor Tuvalu.
1 Sieni ·
2 Pokia ·
3 Tofuola ·
4 Timuani ·
5 Takataka ·
6 Penisula ·
7 Liva ·
8 Tinilau ·
9 Tiute ·
10 Lepaio ·
11 Panapa ·
12 Petoa ·
13 Stanley ·
14 Sogivalu ·
15 Ofati ·
16 Selau ·
17 Ale ·
18 Petaia ·
19 Lima'alofa ·
20 Okelani ·
24 Tapasei ·
Coach: De Haan